# Podział administracyjny Marianów Północnych

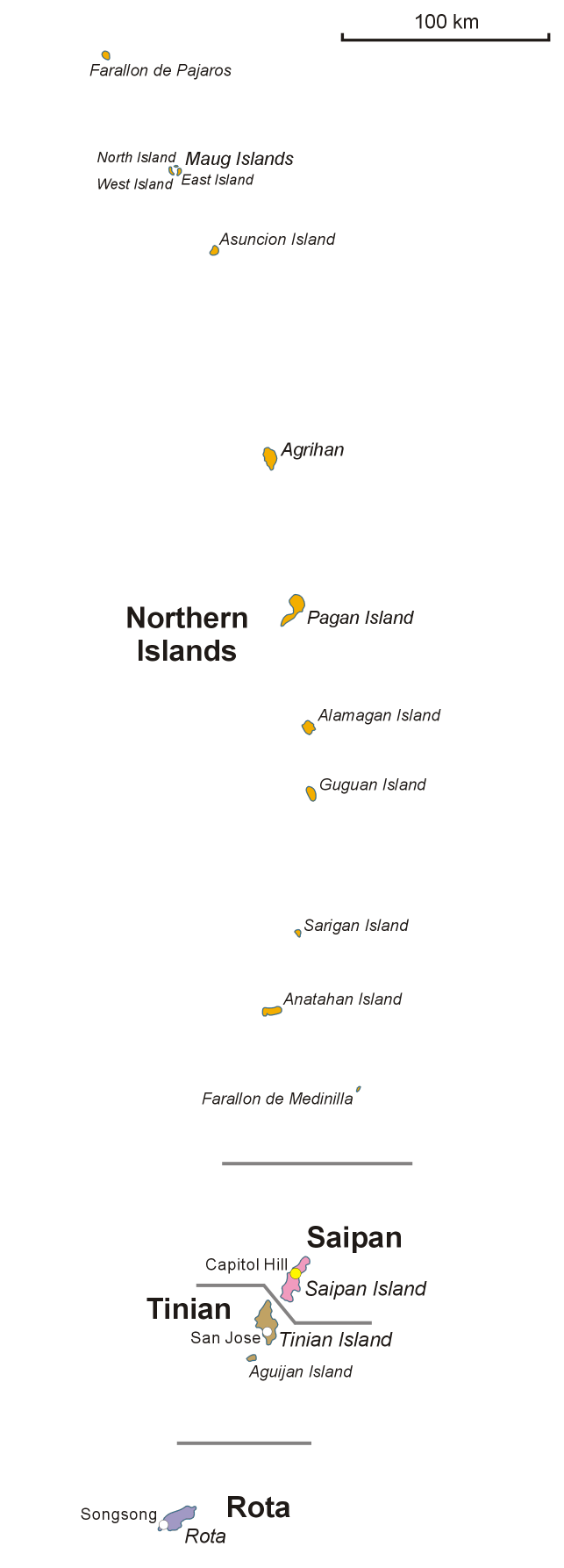
Mapa administracyjna Marianów Północnych

Mariany Północne dzielą się na 4 okręgi, które obejmują wszystkie wyspy terytorium:
1. Northern Islands
  - Agrihan (Agrigan)
  - Alamagan
  - Anatahan
  - Asuncion Island
  - Farallon de Medinilla
  - Farallon de Pajaros
  - Guguan
  - Maug Islands

  - East Island
  - North Island
  - West Island

  - Pagan
  - Sarigan
2. Rota
3. Saipan
4. Tinian
  - Aguijan
  - Tinian